# Boliscus
Boliscus – rodzaj pająka z rodziny ukośnikowatych, opisany po raz pierwszy przez Thorella w 1891 roku. Obejmuje 3 gatunki, które występują w Azji i na Nowej Kaledonii.

## Gatunki
- Boliscus decipiens O. P.-Cambridge, 1899 (Sri Lanka)
- Boliscus duricorius (Simon, 1880) (Nowa Kaledonia)
- Boliscus tuberculatus (Simon, 1886) (Birma, Singapur i Japonia)